# Горка (Назимовская волость)
Го́рка — деревня в Куньинском районе Псковской области России. Входит в состав Куньинской волости.

## География
Расположена в 16 км к северу от райцентра, пгт Кунья.

## Население
| 2001 | 2002 | 2010 |
| ---- | ---- | ---- |
| 75   | ↘73  | ↘38  |

Численность населения деревни по оценке на начало 2001 года составляла 75 жителей.

## История
С января 1995 до апреля 2015 года деревня входила в состав ныне упразднённой Назимовской волости (с центром в деревне Шейкино).